# Bromure de gallium(III)
Le bromure de gallium(III) est un composé chimique de formule GaBr3. Il s'agit d'un solide blanc inodore très hygroscopique qui dégage une fumée abondante dans l'air humide. Il est soluble dans l'eau en s'hydrolysant. À l'état solide, les molécules s'arrangent en dimères formant des tétraèdres GaBr4 ayant des arêtes communes, cristallisant dans le système monoclinique selon le groupe d'espace P21/c (no 14) avec les paramètres a = 887,4 pm, b = 563,7 pm, c = 1 100,6 pm et β = 107,81°.
Le bromure de gallium(III) peut être obtenu en faisant réagir du gallium métallique ou de l'oxyde de gallium(III) Ga2O3 avec du bromure d'hydrogène HBr :
2 Ga + 6 HBr ⟶ 2 GaBr3 + 3 H2 ;
Ga2O3 + 6 HBr ⟶ 2 GaBr3 + 3 H2O.
Il peut également être produit directement à partir des éléments :
2 Ga + 3 Br2 ⟶ 2 GaBr3.
Le bromure de gallium(III) peut être utilisé comme catalyseur en synthèse organique, notamment l'alkylation de composés aromatiques par les bromoalcanes, avec un mécanisme réactionnel semblable à celui du trichlorure de gallium GaCl3 ; ce dernier composé peut être préféré à GaBr3 en raison de sa plus grande polyvalence.